# Joseph Bonanno
 (septembre 2019).
Si vous disposez d'ouvrages ou d'articles de référence ou si vous connaissez des sites web de qualité traitant du thème abordé ici, merci de compléter l'article en donnant les références utiles à sa vérifiabilité et en les liant à la section « Notes et références ».
Pour les articles homonymes, voir Bonanno.
 Giuseppe Carlo Bonanno (aussi appelé Joe Bonanno), né le 18 janvier 1905 à Castellammare del Golfo
et mort le 11 mai 2002 à Tucson est un mafioso italo-américain, surnommé Joe Bananas, surnom qu'il haïssait parce qu'il laissait entendre qu'il était fou.
À la mort de Salvatore Maranzano, en 1931, il devient le parrain de la famille Maranzano qui devient la famille Bonanno. 
En 1964 il devient capo di tutti capi. Il complote avec Joseph Magliocco (en), parrain de la famille Profaci (future famille Colombo), mais un de ses hommes de main les dénonce et Bonanno, qui ignore les demandes de comparutions de la Commission, est destitué du commandement de sa famille.
En 1965, un règlement de comptes entre Joe Bonanno et Paul Sciacca est qualifié par la presse de The Banana War, ce qui lui vaut d'être exilé à Tucson (Arizona) à partir de 1968.

## Jeunesse et début de carrière
Giuseppe Carlo Bonanno est né en 1905 à Castellammare del Golfo en Sicile. Il était surnommé Joe Bananas, surnom qu’il haïssait puisqu'il sous-entendait qu’il était fou. Ses parents, Salvatore Bonanno et Catarina Bonventre, émigrent aux États-Unis alors que le jeune Joseph n’a qu'un an. Ils s’installent à Brooklyn où Salvatore ouvre un bar-restaurant. En 1911, Salvatore est rappelé par ses frères en Sicile où les affaires familiales sont menacées par une famille rivale. C’est donc en grande partie en Sicile que Joseph grandit. Son père meurt en 1915 et sa mère cinq ans plus tard, faisant de Joseph un orphelin à l’âge de 15 ans. Il est envoyé l’année d’après dans un collège à Palerme. 
En octobre 1922, Benito Mussolini, arrivé au pouvoir, visite la Sicile et comprend le danger que représente la Mafia. Il prend des mesures radicales pour lutter contre la Mafia en y envoyant le Supperprefetto, Cesare Mori avec les pleins pouvoirs. Mori utilise des méthodes draconniennes et obtient des résultats concrets. En 1925, après avoir joint la Mafia et essayé d'empêcher Mussolini de gagner le contrôle de la Sicile, en intégrant avec son ami Peter Maggadino un groupe d’étudiants anti-fascistes, un mandat d’arrêt est lancé contre eux. Ils sont alors contraints de fuir en Italie puis à Marseille, Paris, et finalement jusqu’à Cuba.
C’est à partir de Cuba que Joseph se lance dans de la contrebande entre l’île et la Floride. Finalement, en 1927, il retourne à Brooklyn, près de Roebling Street et Metropolitan Avenue, là où il avait grandi.
Il a alors 19 ans et vit avec son oncle coiffeur Peter Bonventre. Il fréquente le milieu mafieux, dont beaucoup de membres sont issus de Castellammare del Golfo, son village natal. Il fréquente notamment Salvatore Maranzano, qui lui-même a été envoyé par Vito Cascio Ferro, un parrain de Cosa Nostra en Sicile qui rêvait d'étendre son pouvoir outre-mer. Il commet des vols et se mêle de jeux de loto truqués.

## La « guerre castellammarese »
Dans le milieu mafieux, Bonanno est remarqué par ses pairs comme ayant de bonnes compétences en matière d’organisation et doté d’un certain flair. Il s'implique de plus en plus à Brooklyn, où l'augmentation  du nombre de Castellammarais finit par inquiéter «Joe the Boss» Masseria, l’un des chefs de la mafia new-yorkaise et originaire de Palerme. Les Castellammarais ont leur quartier général installé à North Williamsburg, où leur chef, Salvatore Maranzano, dirige la mafia de Brooklyn pour le compte de Don Vito Cascio Ferro, le chef de la mafia sicilienne. 
En 1927, les deux factions rivales, celles de Masseria et de Maranzano, vont s'affronter. Le conflit, appelé la "guerre castellammarese", durera quatre ans. 
En 1930, au sein des deux organisations rivales, il y avait un groupe de jeunes hommes qui saisirent l'occasion pour devenir les nouveaux patrons. les lieutenants de Maranzano sont Joseph Bonanno, Joseph Profaci, Thomas Lucchese mais également Joseph Magliocco, ainsi que Gaetano Gagliano, membre d’un autre groupe mafieux de Buffalo allié aux Castellammarais. Cette organisation est dirigée par Stefano Magaddino l’oncle de Peter Maggadino, l’ami d’enfance de Joseph Bonanno au collège de Palerme. 
Aux côtés de  Joe « the Boss » Masseria, figurent Charles Lucky Luciano, Vito Genovese, Joe Adonis, Carlo Gambino, Albert Anastasia et Frank Costello, mais aussi des associés comme Bugsy Siegel et Meyer Lansky.
En 1931, l’affrontement tourne à l’avantage des Castellammarais. Aux vues de la situation, Luciano conseille à Masseria de négocier une paix afin de sauver ce qu'il reste encore à sauver. Masseria refuse catégoriquement. Début avril, Luciano obtient secrètement un rendez-vous avec Maranzano et, accompagné par Genovese, propose un accord de paix. Maranzano accepte à condition que Masseria soit éliminé. Moins de 15 jours plus tard, Luciano s'exécute et le 15 avril 1931, Joe « the Boss » est abattu dans son restaurant favori, le "Nuova Villa Tammaro" à Coney Island.

## Réorganisation de la mafia
Maranzano expose alors son plan de paix devant l’ensemble des chefs mafieux. Il révolutionne alors l’organisation traditionnelle des mafias italo-américaines en divisant les activités en 25 territoires nationaux dirigés par 25 familles différentes, chacune élisant son propre chef. 
New York comptera alors cinq "familles" : 
- la famille Luciano, parrain : Lucky Luciano (aujourd'hui famille Genovese)
- la famille Mangano, parrains : Phillip et Vincent Mangano (aujourd'hui famille Gambino)
- la famille Profaci, parrain : Giuseppe Profaci (aujourd'hui famille Colombo)
- la famille Bonanno, parrain : Joseph Bonanno (toujours du même nom)
- la famille Gagliano, parrain : Gaetano Gagliano (aujourd'hui famille Lucchese)

Enfin, il créa le titre de Capo di tutti capi, c'est-à-dire le chef de l’ensemble des « familles », à qui chacun a des comptes à rendre pour préserver la paix entre les gangs et pérenniser les affaires. 
Mal accepté par les autres mafieux et spécialement par Lucky Luciano, il sera assassiné de son poste de Capo di tutti capi par ce dernier. Luciano remplace le titre de Capo de tutti capi par une assemblée collégiale nommée Commission. Cette dernière règle les disputes, régule, facilite et contrôle les relations entre les Familles et au sein de celles-ci, elle approuve également le recrutement de nouveaux membres et le choix des nouveaux chefs de famille.

## La famille Bonanno
En 1931, New York est alors partagé entre les cinq familles, dont celle de Bonanno. Ce dernier, tout juste âgé de 26 ans, est l’un des plus jeunes chefs. La paix entre les familles va durer vingt ans. 
La Famille Bonanno comptait parmi ses membres les plus influents Frank Garofalo, John Bonventre et Carmine Galante. Les activités illégales se concentraient surtout sur le prêt usuraire, les paris clandestins, la loterie clandestine et le contrôle de la prostitution. Bien qu’elle soit une des plus petites familles de New York en termes de membres, elle était particulièrement efficace. 
L’argent amassé par Bonanno était recyclé dans des affaires légales telles que l'habillement, des fermes, des fromageries italiennes et les pompes funèbres. Son usine de fabrication de vêtements sera poursuivie pour avoir violé la loi du travail. La direction sera condamnée à payer une amende de 50 $. Colombo, seulement actionnaire, ne sera pas condamné directement. 
En 1938, il doit quitter les États-Unis, mais lorsqu'il revient à Détroit en 1945, il est multi-millionnaire et acquiert la nationalité américaine. Durant les années 1960, Bonnano commence à étendre son influence en Arizona et en Californie. Mais les autres chefs des familles mafieuses voient d'un mauvais œil la soif de pouvoir de Bonanno, ce qui entraîna des répercussions plus tard. À cette période, Bonanno investit dans des casinos à Cuba avec Meyer Lansky et met en place d'autres entreprises légales au Canada. Pendant ce temps, à New-York, les autres parrains commence à suspecter Bonanno de vouloir déplacer ses hommes sur leurs territoires.

## Intrigues, Banana Split et kidnapping
Vito Genovese prit le contrôle de sa famille et tenta en 1957 de prendre d'une manière formelle  le contrôle de la Commission. Cette année-là, il organisa une des plus fameuses réunions de la mafia, la « réunion d'Apalachin », qui réunit les 100 parrains mafieux les plus puissants des quatre coins des États-Unis. Cependant la réunion fut découverte par la police de New York. À l'arrivée des forces de l'ordre, Genovese et les autres parrains durent s'enfuir à travers les champs et les bois. Cette réunion était destinée à régler les problèmes de la commission et éviter une nouvelle guerre des clans. Outre les arrestations, l'échec de la réunion ne facilita pas l'apaisement des conflits latents.
En 1963, Joseph Valacchi, un des membres de la famille Genovese, trahit l’omertà en faisant des révélations à la Police sur l’organisation des familles mafieuses italiennes. Il entraîna directement, entre autres, la condamnation de Vito Genovese ce qui devait faciliter l'ascension de Bonnano, du moins c'est ce que crut ce dernier. Même s'il fut considéré comme "capo di tutte capi" entre 1959 et 1962 son autorité n'atteignait pas celle de son prédécesseur.
Un de ses plus fidèles amis et allié, Joseph Profaci, décède d'un cancer en 1962. Son successeur Joe Magliocco et lui pensent alors se débarrasser des deux chefs de clan les plus puissants : Gambino et Lucchese, en organisant un complot pour les tuer eux et leurs lieutenants. Mais Joseph Colombo, un des hommes de main de Magliocco, va prévenir Gambino et Lucchese. Gambino fait convoquer d'urgence la Commission qui veut entendre les deux protagonistes. Mais seul Joe Magliocco se présente et avoue. Il est condamné à une amende de 50 000 $.
Mais outre que  la commission se méfie de lui, peu de temps après il commet une nouvelle et grave erreur : il place son fils en position de leadership, son propre clan va lui tourner le dos. Un conflit interne éclate dans la famille et elle se sépare en deux : d'un côté, ceux qui restent fidèles à Bonnano et de l'autre, ceux qui rejoignent Gaspar DiGregorio. Il est reproché par les opposants de Bonnano qu'il passe son temps loin de New York, dans sa deuxième maison à Tucson en Arizona. Dans les médias, ce conflit sera appelé le « Banana Split ». 
Bonanno refuse de se retirer des affaires. Il est alors enlevé par Mike Zaffarino, membre de la famille de Buffalo, le 21 octobre 1964 et est emmené à Buffalo chez son cousin Maggadino. Après beaucoup de pourparlers, au bout de 19 jours, Bonanno est relâché, mais il doit abandonner son poste.

## The Banana War (la guerre de Joe Bonanno)
En vérité, Bonanno n'avait aucune envie de répondre aux attentes de la Commission et il rallia derrière lui plusieurs membres de sa famille. La famille se scinda en deux factions, celle de DiGregorio et celle des loyaux à Bonanno. Ces derniers étaient sous le contrôle de Bonanno lui-même, de son demi-frère Frank Labruzzo et du fils de Bonanno, Bill. Les deux factions ne se rendirent coupables d'aucunes violences jusqu'à une réunion à Brooklyn en 1966. Lors de cette réunion, une fusillade éclata entre les deux factions. Les loyalistes de DiGregorio avaient prévu d'éliminer l'opposition mais ils échouèrent et l'épisode s'acheva sans morts. Le conflit s'envenima toutefois et provoqua un enchaînement de violences et de meurtres. La Commission, fatigué par ce conflit, remplaça DiGregorio par Paul Sciaca. Mais rien n'y fit, le conflit continua.
Ce dernier s'acheva lorsque Joe Bonnano fut victime d'une crise cardiaque et qu'il annonça sa retraite permanente de son rôle de parrain en 1968. Les deux factions se mirent sous le commandement de Sciacca. Par la suite, il fut remplacé par "Joe Diamonds" Evola dont le règne fut très court. Après sa mort, de causes naturelles, en 1973, il fut remplacé par Phillip "Rusty" Rastelli.
Joe Bonanno se retire à Tuscon, en Arizona en 1968 avec son fils.

## Bonanno, en Arizona
En 1983, il écrit son autobiographie, Un homme d’honneur, où il explique son mode de vie, sa fonction lorsqu'il était « aux affaires ». Le FBI a voulu saisir cette occasion pour lui demander de se justifier sur cette période. En 1985, il est condamné à 14 mois de prison pour ne pas avoir répondu sur ce qu'il savait de la mafia et notamment sur l'existence de la Commission. Il fut relâché à cause de son mauvais état de santé.
Sa famille, la famille Bonanno est jusqu'à ce jour la seule à avoir gardé son nom d'origine.
Joe Bonanno décède dans son exil de Tuscon le 12 mai 2002 à l'âge de 97 ans. De tous les vieux parrains des années 1930, il était le dernier. Son plus jeune fils Joseph Jr. meurt d'une crise cardiaque et en 2008, son aîné, Salvatore, meurt d'un empoisonnement alimentaire.